# Шубарагаш (Туркестанская область)
Шубарагаш (каз. Шұбарағаш) — село в Толебийском районе Туркестанской области Казахстана. Входит в состав Алатауского сельского округа. Код КАТО — 515837900.

## Население
В 1999 году население села составляло 350 человек (168 мужчин и 182 женщины). По данным переписи 2009 года, в селе проживало 340 человек (170 мужчин и 170 женщин).